# 軍寶
軍寶（英語：Kwan Po，代號Q27）是香港西貢區議會下轄的選區，2015年設立，涵蓋私人住宅屋苑，2023年取消，末任區議員為黎銘澤。

## 範圍
選區橫跨將軍澳市中心及坑口，包括將軍澳廣場及新寶城，中間以將軍澳運動場、香港單車館及環保大道相隔，名稱亦從兩個屋苑各取一字而成，與其相連的選區有南安、德明、坑口東、環保北、寶怡、富君、尚德、廣明與及康景，投票站設於仁愛堂田家炳小學。

## 沿革
軍寶選區是繼1999年區議會選舉安康選區、2003年、2007年區議會選舉環保選區和2011年區議會選舉南安選區後，將軍澳新市鎮內由兩個跨越環保大道的屋苑組合而成的選區。
軍寶選區首次出現於2015年區議會選舉，由有一段距離的新寶城和將軍澳廣場組合而成，藉以容納原有南安和富軍選區過多的人口，票站則設於兩個屋苑中間的將軍澳運動場，該次選舉由新寶城業主立案法團李國培、將軍澳廣場業主委員會李新、專業動力黃天佑、將軍澳民生關注組陳展浚與新民主同盟黎銘澤爭奪，選舉期間傳出陳展浚和黨友陸平才威嚇黎銘澤，要脅黎退選，否則就會在澳唐派人出選，「鎅走」當區參選的呂文光票，以圖「一命換一命」，新民主同盟更加到廉署報案。「一命換一命」事件令此區的選情更加波譎雲詭，結果由黎銘澤以不足28%得票當選，為當屆最低得票率的當選人，陳展浚則成為此區最低得票的候選人。
2019年區議會選舉，選區維持不變，但與上屆的五人參選不同，候選人只有兩位，包括爭取連任的新民主同盟黎銘澤及被指得到建制派支持的李嘉欣中醫師（智在將軍澳協會成員），投票站亦改為接近將軍澳廣場的仁愛堂田家炳小學，結果黎銘澤取得逾3,300票成功連任。2021年4月8日，黎銘澤在Facebook發文，表示政府宣誓的目的是要明目張膽竊取2019年選舉結果，認為政府製造法律打壓異己，作政治檢控，並指出香港短期內未必再有有意義的選舉。經過思考多時後決定不會宣誓，並計劃在4月底辭去區議員一職，同時退出新民主同盟。同月，有報章透露黎已前往英國。

## 歷屆議員
| 屆別                  | 議員   | 政治聯繫 | 政治聯繫      |
| --------------------- | ------ | -------- | ------------- |
| 2016年－2019年        | 黎銘澤 |          | ND 新民主同盟 |
| 2020年－2021年4月19日 | 黎銘澤 |          | ND 新民主同盟 |
| 2021年4月20日－2023年 | 懸空   | 懸空     | 懸空          |

## 歷屆選舉結果
| 政党   | 政党             | 候选人    | 票数  | %     | ±      |
| ------ | ---------------- | --------- | ----- | ----- | ------ |
|        | 新民主同盟       | ①. 黎銘澤 | 3,346 | 62.40 | +35.1  |
|        | 佛山市青年聯合會 | ②. 李嘉欣 | 2,016 | 37.60 | 不適用 |
| 多数票 | 多数票           | 多数票    | 1,330 | 24.80 | +17.80 |

| 政党   | 政党             | 候选人    | 票数 | %    | ±      |
| ------ | ---------------- | --------- | ---- | ---- | ------ |
|        | 無黨派           | ①. 李國培 | 534  | 18.6 | 新選區 |
|        | 將軍澳民生關注組 | ②. 陳展浚 | 480  | 16.7 | 新選區 |
|        | 無黨派           | ③. 李新   | 583  | 20.3 | 新選區 |
|        | 專業動力         | ④. 黃天佑 | 487  | 17.0 | 新選區 |
|        | 新民主同盟       | ⑤. 黎銘澤 | 784  | 27.3 | 新選區 |
| 多数票 | 多数票           | 多数票    | 201  | 7.0  | 新選區 |